# Eril

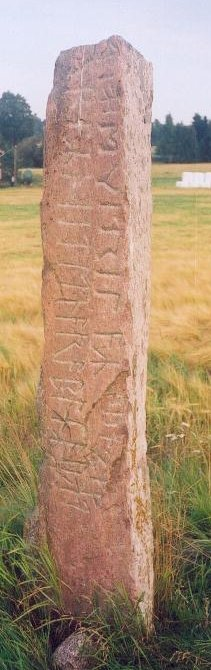
En translitterering av inskriften på Järsbergsstenen lyder: "... ubaR hite harabanaR hait... ek erilaR runoR waritu."

Eril (erilaz, erilaR) är ett urnordiskt ord från folkvandringstiden som återfinns på flera runristningar med den äldre futharken. Eril har ofta tolkats som "trollkarl" eller "runmästare", men ordet är etymologiskt sett släkt med den germanska stamnamnet heruler. Mees (2003) har dock visat att både eril och herul har samma språkliga rot som jarl, vilket gör att eril även kan ha varit en germansk militärtitel.

## Etymologi
Erilaz är troligen det urgermanska ursprunget för anglosaxiska eorl vilket betyder "man, krigare, ädling". Även det urgermanska *harjaz = "här"  (anglosaxiska here) har föreslagits, via den antagna avledningen *harjilaz = "krigare, person ur hären". Det initiala h var emellertid stabilt i tidiga germanska dialekter, medan det försvann i samtida latin och grekiska, även när germanska ord och namn användes på latin eller grekiska.

### Historiska exempel
- Latin: Heruli (ca. 250 e.Kr och framåt)
- Grekiska Eruloi (ca. 250 e.Kr. och framåt)
- Runor: Erilaz (ca. 200-500 e.Kr.)

## Exempel på inskriptioner
- Lindholmenamuletten
- Kragehul I
- Järsbergsstenen
- Eventuellt Meldorffibulan